# Golfs royaux de Belgique
Liste des Golfs Royaux de Belgique.

## Golfs Royaux de Belgique et leur date de création
- Royal Antwerp Golf Club[1] 1888[2]
- Royal Golf du Château Royal d'Ardenne 1897
- Royal Golf Club des Fagnes (Spa)[1] 1930
- Royal Golf Club du Hainaut[1] 1933
- Golf du château de Laeken[3] 1899
- Royal Latem Golf Club 1909
- Royal Golf Club de Belgique (Ravenstein)[1] 1906
- Royal Ostend Golf Club 1903
- Royal Golf Club du Sart-Tilman[1] 1939
- Royal Waterloo Golf Club 1959
- Royal Zoute Golf Club 1945
- Royal Golf club du Bercuit 1967